# Jadran Ogrin
Jadran Ogrin, slovenski glasbenik, skladatelj in glasbeni producent, * 1. april 1948, Sveti Anton, Koper, Svobodno tržaško ozemlje.
Javnosti je postal znan kot bas kitarist, vokalist in skladatelj ene najuspešnejših jugoslovanskih beat skupin 60. let, Kameleoni, kasneje pa je sodeloval s številnimi zasedbami kot so September, Boomerang, Karamela, Halo, Danilo Kocjančič & Friends, ... Je ustanovitelj Studia Jork, v katerem so snemali številni slovenski in tuji glasbeni izvajalci.

## Biografija

### Od malega do Kameleonov
Odraščal je v glasbeni družini. Njegov oče je igral nekaj instrumentov od harmonike do kitare in klavirja, kasneje pa je pel v pevskih zborih. Jadranova sestra Nada je v glasbeni šoli igrala klavir, Jadran pa violino, katero je igral osem let. Že kot osnovnošolec se je navduševal za radioamaterstvo. Po osnovni šoli je šest mesecev obiskoval srednjo tehnično šolo v Ljubljani, potem pa je dve leti obiskoval Gimnazijo Koper, ki jo je, zaradi nenehnih očitkov in nestrinjanj s strani vodstva šole, skupaj s preostalimi Kameleoni zapustil po drugem letniku.
V 60. letih se je pričel navduševati nad skupinami The Beatles in The Rolling Stones, kasneje tudi nad The Animals in The Spencer Davis Group, katerih novosti je kupoval v Trstu. Čez čas je Jadrana pričela zanimati očetova akustična kitara in se je po nastopu Danila Kocjančiča in Marjana Malikoviča v koprskem gledališču pridružil njunemu duetu. Ker sta bila Malikovič in Kocjančič boljša kitarista, sta Jadrana preusmerila na bas kitaro, ki je bila zaradi štirih strun tretirana za instrument, katerega je lažje igrati. Pri iskanju bobnarja je Jadran predlagal Cveta Perošo, s katerim ga je seznanil brat Virgilio. Cveto je bil zaposlen v podjetju Tomos, zato so mu sočlani prigovarjali naj si kupi bobne, Peroša pa si je namesto bobnov kupil moped. Člani skupine so ga kmalu izločili iz skupine, na njegovo mesto pa je prišel Tulio Furlanič, ki je uspešno opravil avdicijo na podstrešju Ogrinovih, kjer so Kameleoni vadili. Skupina je namesto ozvočevalcev uporabljala radijske aparate, Jadran pa se je nato ponudil, da bo s prijateljem Vladom Poličem naredil ozvočevalec. Potem, ko je bratranec Jadranove mame Olge, Danilo Bordon, Jadranu v Trstu kupil bas kitaro Eli Echo Bass, je na pobudo Jadranove sestre Nade postal prvi manager Kameleonov. Ob pričetku igranja ni nihče iz skupine znal uglasiti kitaro. Prijatelj Ljubo Hlede je tako nekoč na Ogrinovo podstrešje pripeljal nekega češkega turista, ki je počitnikoval v Ankaranu. Ta je potem uglasil kitare in Jadranu pokazal nekaj osnovnih prijemov. Ta Čeh je bil Jadranov prvi in baje tudi zadnji učitelj kitare. Skupina se je najprej imenovala "The Chameleons", kasneje pa so se preimenovali v Kameleone. Zadnji se je skupini pridruži klaviaturist Vanja Valič. Kameleoni so instrumentalno in vokalno zoreli, maja 1966 pa so se udeležili Šampionata jugoslovanskih ansamblov v Zagrebu, kjer so dosegli prvo mesto, ki so si ga delili s skupino Roboti. Naslednje leto je pri založbi Diskos iz Aleksandrovca izšla prva njihova EP plošča Šampioni Jugoslavije s štirimi skladbami, med katerimi sta bili tudi »La Felicita« in »Sjaj izgubljene ljubavi«, s katerima so leta 1966 zmagali na Šampionatu jugoslovanskih ansamblov. Še istega leta je skupina pri zagrebški založbi Jugoton izdala svoj drugi EP in zadnji, ki je bil posnet v originalni zasedbi, Dedicated to the One I Love.

»Jasno, da sem gledal negativno. Vplivalo je zelo slabo. Ti prideš na vajo, dveh tipov ni in ne bodo nikoli več igrali z vami itd., tako da je bil mali šok to. In ostanejo tri petine benda in potem iščeš nove člane. Ko pa smo naredili novo varianto, posebno s Tavčarjem Goranom iz Trsta pa Ivom Mojzerjem iz Maribora, takrat so se nam odprla nova glasbena obzorja, čeprav je ta razdor med nami naredil eno veliko škodo, tudi v glavah, to je bil šok za nas, smo mi malo kasneje naredili Kameleone 2, ampak smo dobili dva izvrstna člana in z njima smo mi napredovali glasbeno. /.../ In v bistvu potem to niti ni, to potem pozabiš, pozabiš kar je bilo prej in furaš to novo varianto, ki je bila za mene dosti bolj kvalitetna.«

Jadran Ogrin o menjavanju članov pri Kameleonih
Leta 1967 je skupina nastopila tudi v tedaj slavnem milanskem klubu Piper, kjer so nastopala znana imena glasbene scene, kot je Jimi Hendrix. Tam so jih slišali producenti založbe RCA in jim ponudili poskusno snemanje. Nad posnetki so bili navdušeni, vendar bi morali Kameleoni v primeru podpisa pogodbe, izven Jugoslavije, snemati le zanje. V tistem času pa se je Veljko Despot, producent založbe Jugoton, s posnetki Kameleonov odpravi v London. S Paulom McCartneyjem se je dogovoril za sestanek, vendar se je moral predtem zaradi rezerviranega poleta, vrniti v Zagreb. Posnetke Kameleonov je sicer poslal tudi založbi Apple Records, kjer pa so takšnih podobnih posnetkov dobivali na kupe in se niso odločili za sodelovanje. Leta 1968 je med člani Kameleonov prišlo do nesoglasij, na služenje vojaškega roka pa sta bila poklicana Marjan in Danilo. V skupino je tedaj prišel tržaški kitarist Goran Tavčar, s katerim so Tulio, Jadran in Vanja posneli zadnjo EP ploščo z glasbo za film Boštjana Hladnika, Sončni krik, z naslovom Sunny Cry. Zatem je v vojsko odšel Tulio, nadomestil pa ga je mariborski bobnar Ivo Mojzer. Zasedba se je kmalu razšla in leta 1969 znova pričeli delovati. Gorana Tavčarja je zamenjal tržaški kitarist Ilario Udovici. V tej zasedbi je skupina leta 1969 nastopila na Gitarijadi, kjer je izvedla skladbo »Moon Moan«, ki je izšla na kompilacijskem singlu Gitarijada 69. Skupina je istega leta prekinila z delovanjem.

### Od Septembra do skupine Boomerang
»To je bend, ki ti ostane nekje v glavi in ga ne moreš izbrisat. Vse je bilo postavljeno res na enem nivoju, najprej glasbenem, tako da si v principu tudi užival, ko si igral to glasbo. Seveda je bila to glasba, ki ni bila tako enostavna. Ampak en povprečen glasbenik, ki se ni srečal nikoli ali s harmonijami ali z določenimi ritmi, itd. bi imel velike težave to odigrat. Nam to ni predstavljalo nekih težav. Mi smo se tam našli. Janez je imel tam zelo veliko podporo kar se vokalov tiče z naše strani, inštrumentali pač so bili na nivoju, tam je Nelfi tudi odigral boben kot mogoče nikoli kasneje /.../. Skupina je bila res "Tata-mata", bi rekli.«

Jadran Ogrin o skupini September
Po koncu Kameleonov bi moral Ogrin oditi na služenje vojaškega roka, vendar sam ni želel, poleg tega pa ga zaradi zdravstvenih okoliščin niso vzeli. Tako se je za sedem let odpravil v tujino, kjer je deloval kot glasbenik. Po prihodu domov, so ga na silo poslali na služenje vojaškega roka v Bitolo, vendar je z vojsko kmalu opravil. V teh sedmih letih je igral z različnimi zasedbami po Evropi in svetu, od kluba The Blue Note v Amsterdamu, do prestižnih hotelov v Keniji. Osem mesecev je bil član protokolarne skupine šaha Mohameda Reze Pahlavija in je igral po njegovih hotelih.
Leta 1972 je Ogrin prejel pismo Čeda Klemenca, ki je bil v tistem času manager skupine Boomerang. V pismu je napisal, da si želi, da bi se Ogrin vrnil domov in postal član skupine. Ker je Ogrin takrat imel pogodbe sestavljene že leto vnaprej ni mogel sprejeti ponudbe. Ogrin se je v domovino vrnil leta 1976. Takoj je navezal stike z Marjanom Malikovičem, ki je takrat igral v zasedbi Metropolitan in kmalu je tudi Ogrin postal njihov član. Zasedbo so sestavljali Ogrin, Malikovič, Nelfi Depangher na bobnih in Milko Cočev na klaviaturah. Skupina je igrala na hotelskih terasah po Obali in na Bledu, imela pa je stike z reško pevko Radojko Šverko, s katero so tudi nastopali.

Maja 1977 je na teraso hotela, kjer so igrali Metropolitan, prišel Janez Bončina in jih poslušal. Po koncu nastopa je pohvalil Malikoviča, Depanghra in Ogrina, čigar igranje je primerjal s Stanleyjem Clarkom, basistom skupine Return to Forever, in jim predlagal, da bi obudili skupino September, katero so takrat zaradi obveznosti s Plesnim orkestrom RTV Ljubljana, zapustili bobnar Ratko Divjak, basist Čarli Novak in violinist Pero Ugrin. Fantje so se s predlogom strinjali in čez nekaj tednov so že vadili skupaj z ostalimi člani Septembra - klaviaturistom Tihomirjem Popom Asanovićem, Benčem ter tolkalistom in saksofonistom Bracom Doblekarjem. Skupina je veljala za eno najboljših jugoslovanskih v tistem času. Na Slovenskem niso bili zelo prepoznavni, ker je takrat bil v ospredju punk, v ostalem delu Jugoslavije pa so bili bolj popularni in so tam tudi več koncertirali.
 Leta 1977 je skupina izdala singl »Prle upeco ribu«, v začetku leta 1978 pa so odšli na turnejo po ZDA, kjer so posneli svojo drugo LP ploščo z naslovom Domovina moja, za katero je skladbo »Za tvoj rođendan« prispeval Ogrin. V ZDA so nastopali po kolidžih in na velikih prizoriščih v Tampi in Orlandu. Sledile so turneje po Sovjetski zvezi s 120 nastopi v treh mesecih in Jugoslaviji. Kot jugoslovanski predstavniki so leta 1978 nastopili na Svetovnem mladinskem festivalu, ki je potekal v Havani na Kubi.
Leta 1979 se je Ogrin pridružil skupini Boomerang. S skupino je posnel singl »Živjeti iznad tebe barem dan«, s katerim je skupina leta 1979 nastopila na Festivalu Omladina v Subotici in dosegla 1. nagrado strokovne žirije. Zasedbo so poleg Ogrina sestavljali še bobnar oz. tolkalist in pevec Zlati Klun, kitarista Goran Tavčar in Boris Tenčič ter bobnar Dario Vatovac. Maja 1981 je skupina, kjer je klaviaturist Milan Lončina zamenjal kitarista Tenčiča, v Nemčiji posnela zadnji album Na zapadu ništa novo, na katerem je bil Ogrin soavtor naslovne skladbe. Album je vseboval tudi skladbo »Naša mladost«, ki je bil neuradna himna kongresa ZSMS v Novi Gorici. Skupina se je kmalu po izidu plošče razšla. 

### Prva obuditev Kameleonov in Karamela
»Mi niti slučajno nismo pričakovali, da bo tak bum. Tako vidiš publiko kako te je imela rada in kako te je spoštovala. Res je bil super nastop.«

Jadran Ogrin o ponovni združitvi Kameleonov.
21. avgusta 1981 je v Avditoriju Portorož potekal dobrodelni koncert za Daria Vatovca, bobnarja skupine Boomerang, ki je imel težave z očmi. Člani Kameleonov so bili takrat slučajno vsi doma na dopustu. Organizatorji na čelu z Vladom Dolničarjem so jih prosili, če bi lahko še nastopili in Kameleoni so pristali. Že informacija o možnosti njihovega nastopa, je povzročila nepopisno evforijo in razprodala koncert za katerega še danes velja, da je bil eden najbolj doživetih na Slovenskem. Skupina se je po nastopu odločila, da posname svoj prvi studijski album in je tako konec oktobra začela s snemanjem albuma Kameleoni, ki je izšel še istega leta pri založbi ZKP RTV Ljubljana, sledila pa je tudi turneja. Ogrin je k albumu prispeval skladbi »Dolazi zima« in »Generacija«.

»Imeli smo ponudbo od Melodije /.../, ki je želela, da mi naredimo en album za njih (Karamela s Topićem). Ko smo šli na pogovore so oni rekli 'Mi vam damo en procent', mi se pogledamo in sem rekel 'Kakšen en procent?' 'No chance!' smo rekli.«

Jadran Ogrin o ponudbi ruske založbe Melodija.
Po koncu delovanja skupine Boomerang leta 1982, je Ogrin skupaj z Zlatijem Klunom, Marjanom Malikovičem in Milanom Čirom Lončino ustanovil skupino Karamela. Skupina je bila ena izmed boljših spremljevalnih skupin v nekdanji Jugoslaviji. Spremljali so številne znane jugoslovanske izvajalce, prva ponudba pa je prišla od moža Josipe Lisac, Karla Metikoša, ki je slišal zasedbo in želel, da bi sodelovali z Josipo Lisac. Iz tega sodelovanja je nastal album Hoću samo tebe, ki ga je Karamela posnela v Zagrebu. Skupina je bila do prekinitve delovanja leta 1990 ena najboljših jugoslovanskih spremljevalnih skupin in je spremljala izvajalce, kot so Josipa Lisac, Massimo Savić, Zdenka Kovačiček, YU Madonna, kot vokalisti skupine pa so se menjali Oliver Antauer, Janez Bončina, Vlado Štimac in Dado Topić. Leta 1987 je Karamela, kot predstavnica Jugoslavije, sodelovala na predhodniku koncerta v podporo Nelsonu Mandeli, ki se je odvil v Pistoii. Zaradi številnih nastopov (v polnem zagonu delovanja, je skupina odigrala od 200 do 250 koncertov letno), turnej (Sovjetska zveza, ...) in drugih obveznosti, ni skupina v prvem obdobju posnela nobenega lastnega albuma. Malce pred prekinitvijo delovanja je skupina sicer pripravila posnetke za album, tik pred zdajci pa je prišlo do nesporazumov in člani so se leta 1990 prvič razšli.

### Danilo & Friends, vrnitev Kameleonov in Halo
Leta 1994 je Danilo Kocjančič v Ogrinovem Studiu JORK snemal svoj projekt svojih hitov Danilo & Friends - Največji uspehi, pri katerem je Ogrin sodeloval kot tonski mojster, producent, instrumentalist (bas kitara, kitara), spremljevalni vokalist, aranžiral pa je skladbo »Nevarne igre«. Kameleoni so se takrat dogovorili za dva koncerta, prav tako pa so pri založbi Helidon izdali kompilacijski album Kameleoni 66-67, s posnetki iz 60. let. 26. avgusta 1994 je skupina nastopila v dvorani Bonifika pred množico skoraj 10.000 poslušalcev, za koncert pa je skupina vadila 26 dni po 5 ali 6 ur. Leto kasneje je skupina praznovala 30. obletnico ustanovitve in ob tej priložnosti posnela in izdala nov album Za vse generacije, novinar Radia Koper, Franko Hmeljak pa je ob tej priložnosti napisal in izdal knjigo o Kameleonih. Ogrin je pri albumu sodeloval kot član skupine, tonski mojster in producent, album vsebuje šest njegovih skladb: »Smisel življenja«, »Zamolčane misli«, »Čakam in čakam«, »Vreden sem te«, »Kje so tisti časi« in »Jaz sem za tebe tu«, aranžiral pa je tudi Malikovičevo skladbo »Znana zgodba«. Zadnjo pesem, ki so jo posneli Kameleoni je tudi napisal Ogrin: »Greva na pot«.

Leto po obletnici Kameleonov je bila v Kopru ustanovljena skupina Halo, za katero je Ogrin mnenja, da je bila »rezultat dobrega marketinga Danilo & Friends«.

»Mi smo hodili v nek lokal tukaj v Kopru in vedno smo govorili: 'Halo! Kaj je novega?' in smo rekli /.../ pa dajmo mi bendu ime 'Halo'.«

Jadran Ogrin o imenu Halo.
 Prvo zasedbo skupine so sestavljali pevec in bobnar Tulio Furlanič, kitarist Zdenko Cotič, spremljevalni kitarist Danilo Kocjančič in Ogrin na basu. Skupina je bila ena izmed prvih na Slovenskem, ki je izvajala akustični pop rock. Leta 1997 je izšel njihov debitantski studijski album Anita ni nikoli..., ki je leta 1996 prejel zlatega petelina za najboljšo pop pesem (»Anita ni nikoli«). Leta 1997 pa je album prejel zlatega petelina za najboljši pop album, Ogrin pa zlatega petelina za najboljšo tonsko realizacijo. Skupina je natov spremenjeni zasedbi izdala še studijski album Kaj je novega? in album v živo V živo ter končala z delovanjem.
Leta 2003 je izšel kompilacijski album skupine September, The Best of September, skupina pa se je ponovno aktivirala in v zasedbi Malikovič, Ogrin, Benč, Asanović, Doblekar, Divjak in Tulio Furlanič odigrala nekaj koncertov, med drugim v Pulju in na Festivalu Lent, turnejo pa so zaključili v Hali Tivoli, kjer bili predskupina skupini Deep Purple.

### Primorske legende, obuditev Septembra, trio ONI, Karamela in Danilo Kocjančič & Friends
Leta 2008 so Ogrin, Malikovič, Kocjančič, Furlanič in Depangher ustanovili skupino Primorske legende, ki je preigravala njihove stare uspešnice. 21. aprila 2009 so nastopili na koncertu ob 30. obletnici radijske oddaje ŠTOS Dragana Buliča v Studiu 1 Televizije Slovenija, na odru pa se jim je pridružil še klaviaturist Marino Legovič. Izvedli so skladbi »Sjaj izgubljene ljubavi« (Kameleoni) in »Figov list« (Faraoni).
30. marca 2012 je prišlo do ponovne združitve skupine September na koncertu Janeza Bončine Benča v Cankarjevem domu, v Ljubljani. Zasedbi Benč, Asanović, Malikovič, Divjak, Doblekar, Novak in Ogrin se je na odru pridružil tudi Peter Ugrin ml., sin žal prekmalu preminulega Petra Ugrina, ki je bil tudi član skupine.
25. maja 2013 se je na koncertu v Discu Planet Tuš Koper ponovno formirala skupina Karamela v zasedbi Ogrin, Marjan Malikovič, Zlati Klun in Goran Velikonja. Ta koncert je bil povod za obnovitev delovanja in skupina je kmalu začela snemati novo ploščo Brez strahu, ki je izšla 17. februarja 2017. Album je izšel v slovenščini pri založbi Croatia Records, na kar je Ogrin ponosen. Sam je prispeval osem skladb z albuma: »To noč«, »Pogled na tvoje oči«, »Nore sanje«, »Zadnja pot«, »Žusterna blues«, »Jaz bi še«, »Kitara stara« in »Pod nebom padajočih zvezd«.
Okrog leta 2010 je nastala zasedba Danilo Kocjančič & Friends, korenine katere segajo v projekt Danilo & Friends - Največji uspehi. Ogrin je postal basist skupine in je s skupino preigraval uspešnice Kocjančiča. Po Kocjančičevi smrti je izšel prvi album zasedbe Nisi prva, nisi zadnja, ki se je nato preimenovala v Danilo Kocjančič Friends. Ob izidu albuma in 5. obletnici Kocjančičeve smrti je v koprski dvorani Bonifika potekal veliki koncert s številnimi gosti. Ogrin je pri snemanju albuma sodeloval kot basist in producent, album pa je tudi masteriziral.
Ogrin trenutno igra tudi v triu ONI, ki jo poleg njega sestavljata še Marjan Malikovič in Nelfi Depangher, izvajajo pa rockovske klasike vseh obdobij; občasno pa igra s skupino September, Janezom Bončino in Primorskimi legendami.                                         

### Snemanja in produkcija
Jadran Ogrin je tudi uveljavljeno ime na področju audio snemanja, produkcije in postprodukcije. Pomagal je številnim mladim glasbenikom pri prvih korakih v studiu, njegovo glasbeno in studijsko znanje pa so znali izkoristiti tudi mnogi uveljavljeni solisti in skupine ter orkestri. Snemalno, produkcijsko in postprodukcijo je sodeloval z izvajalci, kot so: Alya, Ali En, Ana Pupedan, Anika Horvat, Avtomobili, BigBand Braco Doblekar, BigBand Robert Vatovec, Big Foot Mama, Brina, Danilo Kocjančič, Drago Ivanuša, Društvo mrtvih pesnikov, Eva Hren, Elevators, Faraoni, Ivo Mojzer, Jadranka Juras, Jan Plestenjak, Janez Bončina - Benč, Nina Pušlar, Magnifico, Marino Legovič, Matjaž Jelen, Massimo Savić, Mike Sponza, Neisha, Nuša Derenda, Polona in Gušti, Pop Design, Pero Lovšin, Regina, Siddharta, Srečna mladina, Šukar, Tabu, Tinkara Kovač, Tulio Furlanič, Vili Resnik, Wellblott, Zablujena generacija, Zdenko Cotič - Coto, Lutke, Zebra Dots in številni drugi.

## Izbrana diskografija
| Leto | Izvajalec                                            | Album                                                   | Tip                 | Izdaja                              | Opombe |
| ---- | ---------------------------------------------------- | ------------------------------------------------------- | ------------------- | ----------------------------------- | --- |
| 1967 | Kameleoni                                            | Šampioni Jugoslavije                                    | EP                  | Diskos, Aleksandrovac               | Član skupine |
| 1967 | Kameleoni                                            | Dedicated to the One I Love                             | EP                  | Jugoton, Zagreb                     | Član skupine |
| 1968 | Kameleoni                                            | Sunny Cry                                               | EP                  | Jugoton, Zagreb                     | Član skupine |
| 1969 | Različni izvajalci                                   | Gitarijada 69                                           | Kompilacijski album | Beograd Disk, Beograd               | Član skupine Kameleoni (»Moon Moan«) |
| 1977 | September                                            | »Prle upeco ribu«                                       | Singl               | PGP RTB, Beograd                    | Član skupine |
| 1978 | September                                            | »Domovino moja«                                         | Singl               | ZKP RTV Ljubljana, Ljubljana        | Član skupine, skladatelj, aranžer |
| 1978 | Različni izvajalci                                   | Veče Rok Muzike - JRT Opatija '78                       | Kompilacijski album | PGP RTB, Beograd                    | Član skupine September (»Domovino moja«) |
| 1979 | September                                            | Domovina moja                                           | Studijski album     | ZKP RTV Ljubljana, Ljubljana        | Član skupine, skladatelj, aranžer |
| 1979 | Boomerang                                            | »Živjeti iznad tebe barem dan«                          | Singl               | PGP RTB, Beograd                    | Član skupine |
| 1980 | Različni izvajalci                                   | JRT - Opatija '80 - Rock Veče                           | Kompilacijski album | PGP RTB, Beograd                    | Član skupine Boomerang (»Rokačo«) |
| 1981 | Kameleoni                                            | Kameleoni                                               | Studijski album     | ZKP RTV Ljubljana, Ljubljana        | Član skupine, skladatelj |
| 1981 | Različni izvajalci                                   | 20 godina festivala "Omladina"                          | Kompilacijski album | PGP RTB, Beograd                    | Član skupine Boomerang (»Živjeti iznad tebe barem dan«)                                                                                                  |
| 1982 | Boomerang                                            | Na zapadu ništa novo                                    | Studijski album     | Diskoton, Sarajevo                  | Član skupine |
| 1983 | Josipa Lisac                                         | Hoću samo tebe                                          | Studijski album     | Jugoton, Zagreb                     | Član spremljevalne skupine (Karamela) |
| 1983 | Janez Bončina - Benč                                 | Ob šanku                                                | Studijski album     | ZKP RTV Ljubljana, Ljubljana        | Spremljevalni vokalist |
| 1987 | Različni izvajalci                                   | Ustanak i more - Split '87                              | Kompilacijski album | Jugoton, Zagreb                     | Član spremljevalne skupine (Karamela) Vlada Štimca (»Slobodna je pjesma bez kraja«)                                                                      |
| 1988 | Različni izvajalci                                   | Vaš šlager sezone '88                                   | Kompilacijski album | Diskoton, Sarajevo                  | Član skupine Karamela (»Želja«) |
| 1992 | Deja Mušič                                           | 15. Festival Melodije morja in sonca                    | Kompilacijski album | ZKP RTV Slovenija, Ljubljana        | Skladatelj, aranžer (»Jutrišnji dan«) |
| 1992 | Massimo Savić                                        | Elements                                                | Studijski album     | Helidon, Ljubljana                  | Tonski mojster |
| 1992 | Šank Rock                                            | Moj nočni blues                                         | Studijski album     | Helidon, Ljubljana                  | Producent |
| 1992 | Janez Bončina - Benč                                 | Najlepši neuspehi                                       | Kompilacijski album | ZKP RTV Slovenija, Ljubljana        | Snemalec, instrumentalist |
| 1993 | Anika Horvat                                         | Nisem premlada                                          | Studijski album     | Corona, Ljubljana                   | Tonski mojster, producent, instrumentalist |
| 1994 | Danilo Kocjančič & prijatelji                        | Danilo & Friends - Največji uspehi                      | Studijski album     | Helidon, Ljubljana                  | Tonski mojster, producent, instrumentalist |
| 1994 | Različni izvajalci                                   | Sjaj izgubljene ljubavi                                 | Kompilacijski album | Komuna, Beograd                     | Član skupine Kameleoni (»Sjaj izgubljene ljubavi«) |
| 1994 | Kameleoni                                            | Kameleoni 66-67                                         | Kompilacijski album | Helidon, Ljubljana                  | Član skupine |
| 1995 | Kameleoni                                            | Za vse generacije                                       | Studijski album     | Helidon, Ljubljana                  | Član skupine, skladatelj, producent, snemalec |
| 1996 | Janez Bončina - Benč                                 | Staro vino                                              | Studijski album     | ZKP RTV Slovenija, Ljubljana        | Tonski mojster, instrumentalist |
| 1997 | Halo                                                 | Anita ni nikoli...                                      | Studijski album     | ZKP RTV Slovenija, Ljubljana        | Član skupine, producent, tonski mojster |
| 1997 | Revolver                                             | Sistem                                                  | Studijski album     | Samozaložba                         | Tonski mojster |
| 1998 | Arthur Falcone                                       | Stargazer                                               | Studijski album     | Virtuoso Records                    | Tonski mojster |
| 1998 | 3 Bote                                               | Šturlo                                                  | Studijski album     | ZKP RTV Slovenija, Ljubljana        | Tonski mojster, producent |
| 1999 | Halo                                                 | Kaj je novega?                                          | Studijski album     | ZKP RTV Slovenija, Ljubljana        | Član skupine, tonski mojster, producent |
| 1999 | Danilo Kocjančič                                     | Vse moje ljubezni                                       | Kompilacijski album | ZKP RTV Slovenija, Ljubljana        | Član skupin Kameleoni (»Blesk izgubljene ljubezni« in »Našli smo se«) in Halo (»Anita ni nikoli«, »Jimmy Hue« in »Luna sije«), tonski mojster, producent |
| 1999 | Eva Brajkovič in Robert Vatovec                      | Ničesar ne lajša                                        | Studijski album     | ZKP RTV Slovenija, Ljubljana        | Tonski mojster, producent |
| 1999 | Janez Bončina - Benč                                 | Bendologija                                             | Kompilacijski album | Nika Records, Ljubljana             | Član skupine September (»Domovino moja«) |
| 2001 | 3 Bote                                               | Isi žnjo                                                | Studijski album     | ZKP RTV Slovenija, Ljubljana        | Tonski mojster, producent |
| 2001 | Neca Falk                                            | V teatru                                                | Kompilacijski album | Mačji disk                          | Tonski mojster |
| 2002 | Različni izvajalci                                   | Kao da je bilo nekad ... (Posvećeno Milanu Mladenoviću) | Kompilacijski album | Circle Records                      | Instrumentalist, tonski mojster |
| 2002 | Ferry Horvat                                         | Jesen je                                                | Kompilacijski album | Helidon, Ljubljana                  | Tonski mojster |
| 2003 | September                                            | The Best of September                                   | Kompilacijski album | ZKP RTV Slovenija, Ljubljana        | Član skupine, skladatelj, aranžer |
| 2003 | Halo                                                 | V živo                                                  | Album v živo        | ZKP RTV Slovenija, Ljubljana        | Član skupine, mastering |
| 2005 | 3 Bote                                               | 10 let mižerije                                         | Studijski album     | ZKP RTV Slovenija, Ljubljana        | Tonski mojster, producent |
| 2005 | Janez Bončina - Benč in Orkester Braca J. Doblekarja | Janezz                                                  | Studijski album     | Lip Art                             | Instrumentalist, aranžer |
| 2005 | Danilo Kocjančič                                     | Danilo poje Kocjančiča                                  | Studijski album     | Nika Records, Ljubljana             | Tonski mojster, producent, instrumentalist |
| 2005 | Hic et nunc                                          | Burn Fat Old Sun                                        | Studijski album     | Nika Records, Ljubljana             | Miks |
| 2006 | n0dus                                                | Sanje                                                   | Studijski album     | mamaTank                            | Miks, mastering |
| 2008 | Underconstruction                                    | Liquid Steps                                            | Studijski album     | Samozaložba                         | Tonski mojster |
| 2009 | Ivo Mojzer                                           | Nov dih moči                                            | Studijski album     | Nika Records, Ljubljana             | Instrumentalist, aranžer |
| 2009 | Peter & The Sellers                                  | Happy Hour                                              | Studijski album     | Racman, Ljubljana                   | Tonski mojster |
| 2010 | Janez Bončina - Benč                                 | Sol, poper in sanje                                     | Studijski album     | Hommage Records                     | Instrumentalist, skladatelj, aranžer |
| 2011 | Kameleoni                                            | The Ultimate Collection                                 | Studijski album     | Croatia Records, Zagreb             | Član skupine, skladatelj |
| 2013 | Luj Šprohar                                          | Bančniki                                                | Studijski album     | Racman, Ljubljana                   | Instrumentalist, aranžer |
| 2016 | Us Rails                                             | Ivy                                                     | Kompilacijski album | Blue Rose Records, Untergruppenbach | Tonski mojster |
| 2017 | Karamela                                             | Brez strahu                                             | Studijski album     | Croatia Records, Zagreb             | Tonski mojster, producent, član skupine, skladatelj |
| 2018 | Danilo Kocjančič & Friends                           | Nisi prva, nisi zadnja                                  | Studijski album     | ZKP RTV Slovenija, Ljubljana        | Tonski mojster, producent, član skupine |
| 2018 | Katalena                                             | Človek ni zver                                          | Studijski album     | Založba Pivec, Maribor              | Tonski mojster |

## Priznanja
- 1966: Kameleoni osvojijo prvo nagrado na šampionatu vokalno instrumentalnih skupin Jugoslavije v Zagrebu[86]
- 1966: Kameleoni v Trstu kot tuj band prejmejo priznanje S. Giusto - nagrado mesta Trst
- 1967: Kameleoni v Avstriji prejmejo nagrado za sodelovanje v oddajah Ernsta Hilgerja
- 1967: Kameleoni v Zagrebu osvojijo prvo mesto na festivalu vokalno-instrumentalnih skupin Jugoslavije[86]
- 1979: Skupina Boomerang v Subotici osvoji prvo nagrado strokovne žirije s pesmijo »Živjeti iznad tebe barem dan«[86]
- 1988: Karamela na festivalu Vaš šlager sezone v Sarajevu prejme priznanje za najboljšega rock predstavnika s pesmijo »Želja«
- 1988: Karamela nastopi na splitskem festivalu s pesmijo »Slobodna je pesem bez kraja«, osvojijo tretje mesto
- 1988: Karamela nastopi na festivalu  Mesam v Beogradu in osvoji drugo nagrado
- 1989: Karamela v Portorožu s pesmijo Echos of Love osvoji prvo mesto na festivalu Voci nuove[87]
- 1995: Kameleoni prejmejo priznanje za doseženo delo od društva Capris
- 1996: Halo osvoji 4 mesto na festivalu MMS s pesmijo »Anita ni nikoli«
- 1997: Halo osvoji Zlatega petelina za najboljšo pop pesem (»Anita ni nikoli«)[67]
- 1998: Halo osvoji Zlatega petelina za najboljši album Anita ni nikoli... in Zlatega petelina za najboljšo tonsko realizacijo[68]
- 1999: Halo se udeleži festivala MMS s pesmijo »Ne vračaj se« (glasba in aranžma J. Ogrin)
- 2001: Polona osvoji 2. mesto na festivalu MMS s pesmijo »Čutim, da živim« (glasba in aranžma J. Ogrin)[88]
- 2003: Dado Topić zmaga na festivalu Pjesma Mediterana v Budvi s koprodukcijska pesmijo »Bajka o jednoj ljubavi« (Topić, Ogrin)
- 2015: Kameleoni prejmejo priznanje z veliko plaketo Občine Koper za 50 letno uspešno in odmevno delovanje na področju zabavne glasbe[89]
- 2016: Kameleoni prejmejo priznanje založbe Croatia Records za 100.000 primerkov edicije The Ultimate Collection[90]
- 2018: prejel italijansko priznanje za večletno delo s kantavtorjem Paolom Benvegnujem

## Zunanje Povezave
- Jadran Ogrin – diskografija na Discogs
- Jadran Ogrin Arhivirano 2018-06-16 na Wayback Machine. na SIGIC
- Uradna spletna stran Studia JORK